# Jos Philipsen
Jos Philipsen (Beveren, 12 oktober 1931 - Sint-Katelijne-Waver, 8 mei 1987) was een Belgisch syndicalist.

## Levensloop
Philipsen groeide op in een gezin met drie kinderen, zijn vader was officier. In 1943 werd de ouderlijke woning verwoest door een bombardement, vervolgens verhuisde het gezin naar Westmalle. Philipsen liep school aan het Klein Seminarie te Hoogstraten, alwaar hij op internaat verbleef. Op jonge leeftijd verloor hij zijn vader.
Op 17-jarige leeftijd ging hij aan de slag als bediende bij de Christelijke Centrale der Metaalbewerkers (CCMB). Met steun van deze vakcentrale studeerde hij aan de sociale hogeschool te Heverlee. In 1953 ging hij aan de slag bij CCMB Antwerpen en in 1957 werd hij secretaris van CCMB Mechelen. In 1967 maakte hij de overstap naar het nationaal secretariaat, alwaar hij in 1980 algemeen secretaris van de CCMB Vlaanderen werd en in 1984 voorzitter van het ACV-Metaal (het voormalige CCMB). Na zijn dood werd hij in deze hoedanigheid opgevolgd door Tony Janssen.